# Hâcourt
Hâcourt és un municipi francès situat al departament de l'Alt Marne i a la regió del Gran Est. L'any 2007 tenia 36 habitants.

## Demografia

### Població
El 2007 la població de fet de Hâcourt era de 36 persones. Hi havia 16 famílies de les quals 8 eren unipersonals (4 homes vivint sols i 4 dones vivint soles), 4 parelles sense fills i 4 parelles amb fills.
La població ha evolucionat segons el següent gràfic:
Habitants censats

### Habitatges
El 2007 hi havia 22 habitatges, 19 eren l'habitatge principal de la família i 3 estaven desocupats. Tots els 22 habitatges eren cases. Dels 19 habitatges principals, 18 estaven ocupats pels seus propietaris i 1 estava llogat i ocupat pels llogaters; 4 tenien tres cambres, 4 en tenien quatre i 10 en tenien cinc o més. 14 habitatges disposaven pel capbaix d'una plaça de pàrquing. A 8 habitatges hi havia un automòbil i a 6 n'hi havia dos o més.

### Piràmide de població
La piràmide de població per edats i sexe el 2009 era:
| Homes | Edats   | Dones |
| ----- | ------- | ----- |
| 0     | 95 o +  | 0     |
| 0     | 90 a 94 | 0     |
| 0     | 85 a 89 | 0     |
| 0     | 80 a 84 | 0     |
| 0     | 75 a 79 | 0     |
| 0     | 70 a 74 | 0     |
| 0     | 65 a 69 | 0     |
| 4     | 60 a 64 | 0     |
| 0     | 55 a 59 | 4     |
| 0     | 50 a 54 | 0     |
| 4     | 45 a 49 | 4     |
| 0     | 40 a 44 | 0     |
| 4     | 35 a 39 | 4     |
| 4     | 30 a 34 | 0     |
| 4     | 25 a 29 | 0     |
| 0     | 20 a 24 | 0     |
| 0     | 15 a 19 | 0     |
| 0     | 10 a 14 | 0     |
| 8     | 5 a 9   | 4     |
| 0     | 0 a 4   | 0     |

## Economia
El 2007 la població en edat de treballar era de 22 persones, 18 eren actives i 4 eren inactives. Les 18 persones actives estaven ocupades(10 homes i 8 dones).. De les 4 persones inactives 1 estava jubilada, 1 estava estudiant i 2 estaven classificades com a «altres inactius».
Activitats econòmiques
L'any 2000 a Hâcourt hi havia 3 explotacions agrícoles.

## Poblacions més properes
El següent diagrama mostra les poblacions més properes.